# Cisticola aberrans
El cistícola perezoso (Cisticola aberrans) es una especie de ave paseriforme de la familia Cisticolidae propia de África austral y oriental.

## Distribución y hábitat
Su hábitat natural son las praderas bajas secas subtropicales y tropicales. Por lo general prefiere terreno rocoso arbolado con matas de hierba intercaladas, en las faldas de los montes o entre la vegetación palustre aledaña.